# Brett Rumford
Brett Michael Rumford (nascido em 27 de julho de 1977) é um jogador profissional australiano de golfe. Profissionalizou-se em 2000 e já ganhou seis torneios do circuito europeu da PGA.